# La reina Isabel en persona
La reina Isabel en persona és una pel·lícula espanyola del 2000 dirigida per Rafael Gordon i protagonitzada per Isabel Ordaz com a únic actriu.

## Argument
A l'any 2000 una actriu assaja des de fa mesos el personatge d'Isabel I de Castella per a una obra. Un dia, l'esperit de la reina s'apodera de l'actriu i comença a desgranar els seus sentiments i inquietuds, els seus assoliments polítics i socials, com el seu suport a la iniciativa de Cristòfor Colom, el seu matrimoni amb Ferran el Catòlic, la seva lluita contra la solitud i la superació de les desgràcies familiars, com la mort de dos fills i la bogeria de la seva filla Joana.

## Repartiment
- Isabel Ordaz - reina Isabel

## Premis
Medalles del Cercle d'Escriptors Cinematogràfics
| Categoria              | Persona       | Resultat   |
| ---------------------- | ------------- | ---------- |
| Millor actriu          | Isabel Ordaz  | Nominada   |
| Millor guió original   | Rafael Gordon | Nominat    |
| Millor música original | Eva Gancedo   | Guanyadora |

Festival de Cinema d'Espanya de Tolosa de Llenguadoc (2000)Prix Cinespaña